# Minićevo
Minićevo (serbisch-kyrillisch Минићево; türkisch : Yeni Han) ist ein Dorf in der Opština Knjaževac, Serbien, mit 779 Einwohnern laut Volkszählung 2011. Von 1938 bis 1945 hieß der Ort Andrejevac, davor ab 1894 Kraljevo Selo. Entstanden ist der Ort zu ottomanischer Zeit als Yeni Han, slawisch Novi Han. Etwa ein Zehntel der Bewohner sind Roma.
Die Koritska reka verläuft am Südrand des Dorfes und mündet im Westen des Dorfgebiets in den Beli Timok.
Die Magistrale 35 verläuft von Nordnordosten nach Südsüdosten durch das Dorf. Im Dorfzentrum mündet die von Osten kommende Regionalstraße 35 aus Novo Korito in sie ein. Am Westrand des Dorfes gibt es einen Bahnhof an der Bahnstrecke Crveni Krst–Prahovo Pristanište mit drei Bahnhofsgleisen. An ihm halten je zweimal täglich Regionalzüge nach Niš und Zaječar. Der Beli Timok verläuft westlich des Dorfes parallel zur Bahnstrecke.
In der Mitte des Dorfes gibt es ein Postamt. Bis 1965 war der Ort Verwaltungssitz einer Opština die auf die Opštine Knjaževac und Zaječar aufgeteilt worden ist. Auf letztere entfielen dabei die Dörfer Borovac, Mali Izvor, Marinovac, Selačka und Vrbica.

## Belege
1. ↑  Република Србија, Републички завод за статистику: УПОРЕДНИ ПРЕГЛЕД БРОЈА СТАНОВНИКА: 1948, 1953, 1961, 1971, 1981, 1991, 2002. И 2011. Република Србија Републички завод за статистику, Belgrad 2014, ISBN 978-86-6161-109-4, S. 104 (serbisch, Online [PDF]).
2. ↑  Srbija Voz: 75 Niš-Zaječar-Parhovo Pristanište-Zaječar-Niš. Srbija Voz, 2022, abgerufen am 17. Dezember 2022 (serbokroatisch).